# Vorderstoder
Vorderstoder è un comune austriaco di 807 abitanti nel distretto di Kirchdorf an der Krems, in Alta Austria.